# Монастырь (Краснодарский край)
Монасты́рь (Красная Скала) — село в Адлерском районе город-курорта Сочи в Краснодарском крае.

## География
Селение расположено у входа в ущелье Ахцу в долине реки Мзымта. Находится на федеральной трассе Старое Краснополянское шоссе.

## История
Получил своё название от Свято-Троицкого монастыря, существовавшего здесь когда-то.
в окраинах села расположены развалины средневекового храма Монастырь (XI век).

## Население
| 2002 | 2010 |
| ---- | ---- |
| 139  | ↗166 |